# محمد بن عبد الرحمن الربيع
محمد بن عبد الرحمن الربيّع كاتب وباحث سعودي متخصص في الأدب والنقد، ولد في الرياض عام 1366هـ (1947)، وقد صدر له الكثير من المؤلفات الأدبية والنقدية من أبرزها: كتاب (أبو الحسن محمد طباطبا العلوي: حياته وشعره ونقده)، وكتاب (شعر شوقي بين التدين والمجون). وله العديد من الدراسات والبحوث التي تتعلق بالأدب في المملكة العربية السعودية.

## التعليم
- حاصل على درجة الدكتوراه في الأدب والنقد من كلية اللغة العربية في جامعة الأزهر.[4]

## العمل
- عمل مدرساً بمعهد مكة المكرمة العلمي عام 1388هـ، ثم مدرس بمعهد الرياض العلمي عام 1389هـ.
- مدير الدراسات والمعلومات بجامعة الإمام محمد بن سعود الإسلامية عام 1395هـ.
- عمل مديراً للبعثات عام 1396هـ، ثم أستاذاً مساعداً في جامعة الإمام محمد بن سعود الإسلامية عام 1399هـ.
- عميد البحث العلمي بجماعة من عام 1405هـ إلى عام 1411هـ.
- عمل وكيلاً لجامعة الإمام محمد بن سعود الإسلامية للدراسات العليا والبحث العلمي من عام 1416هـ.
- عمل رئيساً لمجلس إدارة النادي الأدبي بالرياض من عام 1422هـ إلى عام 1426هـ (2001- 2005م).
- عمل عضواً في مجمع اللغة العربية بالقاهرة.[5]

## المؤلفات
1. (ابن طباطبا الناقد) صدر عن نادي الرياض الأدبي عام 1399هـ.
2. (أبو الحسن التهامي حياته وشعره) صدر عن مكتبة المعارف في الرياض عام 1400هـ.
3. (ديوان أبي الحسن التهامي) [تحقيق] صدر عن مكتبة المعارف في الرياض عام 1402هـ.
4. (نجديات الأبيوردي) صدر عن الجمعية العربية السعودية للثقافة والفنون عام 1403هـ.
5. (الاتجاه الإسلامي في شعر محمد العيد آل خليفة) صدر عن مكتبة المعارف في الرياض عام 1986م.
6. (الأدب العربي وتاريخه للسنة الثانية الثانوية بالمعاهد العلمية) [مقرر دراسي].
7. (بحوث ودراسات أدبية وفكرية) صدر عن دار حمادة في القاهرة عام 1412هـ.
8. (من قضايا البحث العلمي في الجامعات السعودية) صدر عن عمادة البحث العلمي بجامعة الإمام محمد بن سعود عام 1415هـ.
9. (من أدب الشعوب الإسلامية) صدر عن نادي القصيم الأدبي عام 1415هـ.[6]
10. (اللغة العربية في العصر الحديث) صدر عن إدارة الثقافة والنشر في جامعة الإمام عام 1415هـ.
11. (خمائل وأزهار) صدر عن مكتبة المعارف في الرياض عام 1416هـ.[7]
12. (المبالغة في الشعر العباسي) صدر عن دار الجريسي عام 1416هـ.
13. (شعر شوقي بين التدين والمجون) صدر عن دار الجريسي عام 1416هـ.
14. (أبو الحسن محمد طباطبا العلوي: حياته وشعره ونقده) صدر عن دار الجريسي عام 1416هـ.
15. (أدب الطفل وثقافته وبحوثه في جامعة الإمام) [بالاشتراك مع الدكتور أحمد زلط] صدر عن إدارة الثقافة والنشر بجامعة الإمام عام 1418هـ.
16. (ديوان الملاحم العربية لمحمود شوقي الأيوبي) [تقديم ودراسة وتعليق] صدر عن دارة الملك عبد العزيز عام 1419هـ.[8]
17. (المملكة العربية السعودية في مائة عام من خلال رسائل الماجستير والدكتوراه المقدمة لجامعة الإمام محمد بن سعود الإسلامية) [بالاشتراك مع الدكتور سالم بن محمد السالم] صدر عن جامعة الإمام محمد بن سعود الإسلامية عام 1419هـ.
18. (الملك عبد العزيز في مجلة الفتح لمحب الدين الخطيب) [بالاشتراك مع الدكتور فهد السماري] صدر عن دارة الملك عبد العزيز عام 1419هـ.
19. (أدب المهجر الشرقي) صدر عن مركز الدراسات الشرقية في القاهرة عام 1999م.[9]
20. (نوادر البخلاء: دراسة ونصوص) صدر عن دار الشروق في القاهرة عام 1999م.[10]
21. (الأدب السعودي بأقلام الدارسين العرب) [بالاشتراك مع آخرين] صدر عن نادي القصيم الأدبي.[11]
22. (تعليم اللغة العربية للناطقين بغيرها، وتجربة اليابان) [بالاشتراك مع الدكتور سمير عبد الحميد] صدر عن دار الثقافة العربية عام 2002م.
23. (جهود المملكة العربية السعودية في تعليم اللغة العربية لغير الناطقين بها) صدر عن عمادة البحث العلمي بجامعة الإمام عام 1423هـ.
24. (من وحي الجامعة: بحوث ومحاضرات وأوراق عمل ومقالات متنوعة) صدر عن عمادة البحث العلمي بجامعة الإمام عام 1423هـ.
25. (المحتوى الثقافي لكتب تعليم اللغة العربية في اليابان) [بالاشتراك مع سمير عبد الحميد] صدر عن دار الثقافة العربية بالقاهرة عام 2004م.
26. (من ثمرات الأندية الأدبية: بحوث ومحاضرات) صدر عن الجمعية العلمية السعودية للأدب العربي.[12]
27. (قضايا ومقاربات لغوية معاصرة: بحوث ودراسات) صدر عام 2019م.[13]
28. وله العديد من المؤلفات التي لم تصدر بعد منها: (نفحات مغربية)، و(دراسات عباسية)، و(دراسات في أدب الطفولة في المملكة)، و(الكتاب المغاربة في الدوريات السعودية: مجلة المنهل نموذجاً).

## محاضرات
- محاضرة (جهود الجامعات السعودية في جمع التراث وتحقيقه ونشره) ألقاها ضمن الاحتفالية الثقافية السعودية التي تقام في معرض القاهرة الدولي للكتاب عام 2003.[14]
- محاضرة (مشاهد وذكريات رحلات علمية خارج الوطن العربي) ألقاها في منتدى بامحسون الثقافي عام 2011.[15]
- محاضرة (الدراسات الأندلسية في المملكة العربية السعودية) ألقاها في المركز المصري للدراسات الأندلسية في مدريد عام 1422هـ.
محاضرة (معلومات وطرائف على هامش موسوعة الملك عبد العزيز في الشعر العربي) ألقاها في مركز حمد الجاسر الثقافي عام 2016.[16]
- محاضرة (أدباء مصر: التأثير الممتد إلى المملكة) ألقاها في مركز حمد الجاسر الثقافي عام 2017.[17]

## تكريم
- منح وسام الملك عبد العزيز من الدرجة الأولى تقديراً لجهوده ورئاسته للجنة مؤتمر المملكة العربية السعودية في مائة عام.
- منح وسام الملك خالد من الدرجة الثالثة بأمر ملكي من الملك سلمان بن عبد العزيز آل سعود عام 1441هـ (2019م).[18]
- كرمته ثلاث جهات ثقافية هي: اثنينيّة النعيم الثقافية، وجمعية الأدب العربي، والنادي الأدبي بالرياض عام 1440هـ (2018) في حفل رعاه أمير منطقة الرياض فيصل بن بندر بن عبد العزيز في مركز الملك فهد الثقافي بالرياض، وذلك تقديرًا لجهوده في خدمة الثقافة العربية مدة زادت على أربعين عامًا، وصدر بمناسبة تكريمه كتاب عنوانه (محمد بن عبد الرحمن الربيّع: الحضور الثقافي والتواصل الإنساني).[19]

## صدر عنه
(محمد الربيع: العالم والإداري والإنسان ملامح من سيرته وصورته في عيون أصدقائه) تأليف الدكتور عبد الله الحيدي. صدر عام 2011.